# 250 pr. n. št.

## Smrti
- Ariobarzan Pontski, kralj Pontskega kraljestva (* ni znano)